# Stazione di Sesso
La stazione di Sesso era una fermata ferroviaria posta lungo la linea Reggio Emilia-Boretto dismessa nel 1955. Serviva la località di Sesso, frazione del comune di Reggio Emilia.

## Storia
La stazione fu aperta nel 1927 come parte della linea Reggio Emilia-Boretto e venne dismessa insieme alla linea nel 1955.